# Гастроэзофагеальный рефлюкс
Гастроэзофагеа́льный рефлю́кс (ГЭР; англ. gastroesophageal reflux; синоним желудочно-пищеводный рефлюкс) — обратное продвижение содержимого желудка через нижний пищеводный сфинктер в пищевод.
Впервые описан немецким врачом Генрихом Квинке в 1879 году.

## Характеристики гастроэзофагеального рефлюкса

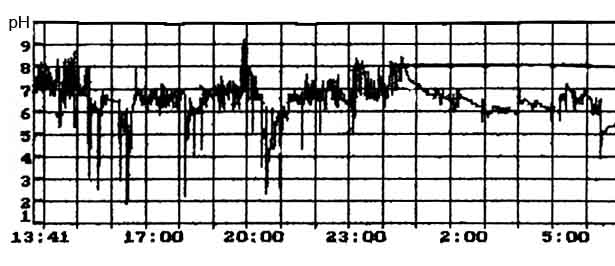
Фрагмент суточной pH-граммы в пищеводе с физиологичными гастроэзофагеальными рефлюксами

Гастроэзофагеальный рефлюкс представляет собой нормальное физиологическое проявление, если отвечает следующим условиям:
- развивается, главным образом, после приёма пищи;
- не сопровождается дискомфортом;
- продолжительность рефлюксов и их частота в течение суток небольшая;
- в ночное время частота рефлюксов небольшая.

В норме для предупреждения повреждения слизистой оболочки пищевода включаются следующие механизмы :
- барьерная функция гастроэзофагеального соединения и нижнего пищеводного сфинктера;
- эзофагеальное очищение (клиренс);
- резистентность оболочки пищевода;
- своевременное удаление содержимого желудка;
- контроль кислотообразующей функции желудка.

Нарушения в координации этих механизмов приводит к развитию гастроэзофагеальной рефлюксной болезни, при которой желудочно-пищеводный (гастроэзофагеальный) рефлюкс имеет следующие свойства:
- частые и/или продолжительные эпизоды рефлюкса;
- эпизоды рефлюкса регистрируются в дневное и/или ночное время;
- заброс желудочного содержимого в пищевод сопровождается развитием клинической симптоматики, воспалением/повреждением слизистой оболочки пищевода.

## Срыгивание у детей раннего возраста
Под срыгиванием понимают пассивный заброс небольшого количества желудочного содержимого в глотку и ротовую полость. Это проявления гастроэзофагеального рефлюкса и очень частая причина дискомфорта у детей раннего возраста.
Среди факторов, обусловливающих развитие гастроэзофагеального рефлюкса у детей, необходимо отметить следующие:
- длина нижнего пищеводного сфинктера;
- незрелый нижний пищеводный сфинктер;
- задержка опорожнения желудка и др.

В основном, срыгивание в первые месяцы жизни считается естественным состоянием. Более чем у каждого второго ребёнка срыгивание в первые четыре месяца жизни наблюдается чаще одного раза в сутки. Однако у подавляющего большинства младенцев срыгивание самопроизвольно проходит к 12 месяцам.
Мероприятия по лечению частых срыгиваний у грудных детей делятся на несколько этапов:
Этап 1:
- объяснение родителям ребёнка, что срыгивания являются физиологичным явлением и что они проходят самопроизвольно почти у всех детей к концу первого года;
- в случае искусственного и смешанного вскармливания использование специальных антирефлюксных смесей с загустителями (например, с рисовым крахмалом).

Этап 2: прокинетик домперидон.
Этап 3: адъювантное лечение у детей без эффекта от этапа 1 и 2: обратная позиция Тренделенбурга на спине с приподнятой головой (на 30°).
Этап 4: для лечения персистирующего желудочно-кишечного рефлюкса или эзофагита — один из ингибиторов протонной помпы.
Этап 5: для лечения персистирующего желудочно-кишечного рефлюкса с осложнениями — хирургическая операция.

В своей последней публикации Yvan Vandenplas, глава Комитета гастроэнтерологии ESPGHAN, и соавторы представили новый алгоритм лечения младенцев с частыми срыгиваниями. На одном из этапов алгоритма (в случае искусственного или смешанного вскармливания) необходимо перевести ребёнка на детскую смесь без пальмового масла и/или смесь на основе частично гидролизованного белка молочной сыворотки.